# Missourský kompromis

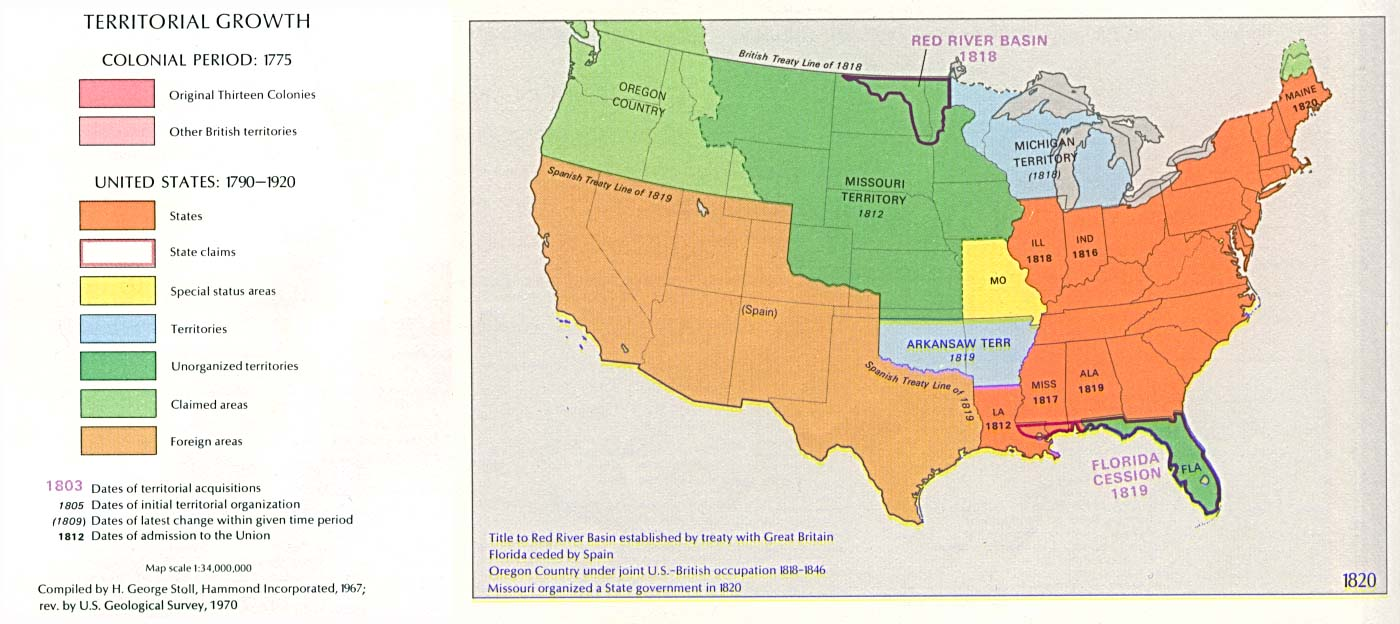
USA v roce 1820. Missourský kompromis zakázal otrokářství v neorganizovaném teritoriu Velkých plání (tmavozelená) a povolil ho v Missouri (žlutá) a arkansaském teritoriu (modrá)

Missourský kompromis byla dohoda přijata 3. března 1820 Kongresem USA.
Jeho cílem bylo zachovat politickou rovnováhu mezi jižními otrokářskými státy a severními protiotrokářskými státy.

## Příčiny
- Koupě Louisiany (1803) s rozvinutým otrokářským systémem.
- Žádost Missouri o přijetí do svazku USA jako dalšího otrokářského státu podnítilo v roce 1818 ostrý konflikt v politickém životě USA.

## Jednání
Po dlouhých jednáních dospěl Kongres ke kompromisu. Byly přijaty dva státy - jeden otrokářský (Missouri) a jeden neotrokářský (Maine). Území Louisiany bylo rozděleno na jižní oblast, kde bylo otrokářství povoleno a na severní část, kde bylo otrokářství zakázáno.

## Následky
Kompromis narazil na odpor plantážníků v otrokářských státech. Byl zrušen v roce 1854 zákonem o Kansasu a Nebrasce.